# Foción

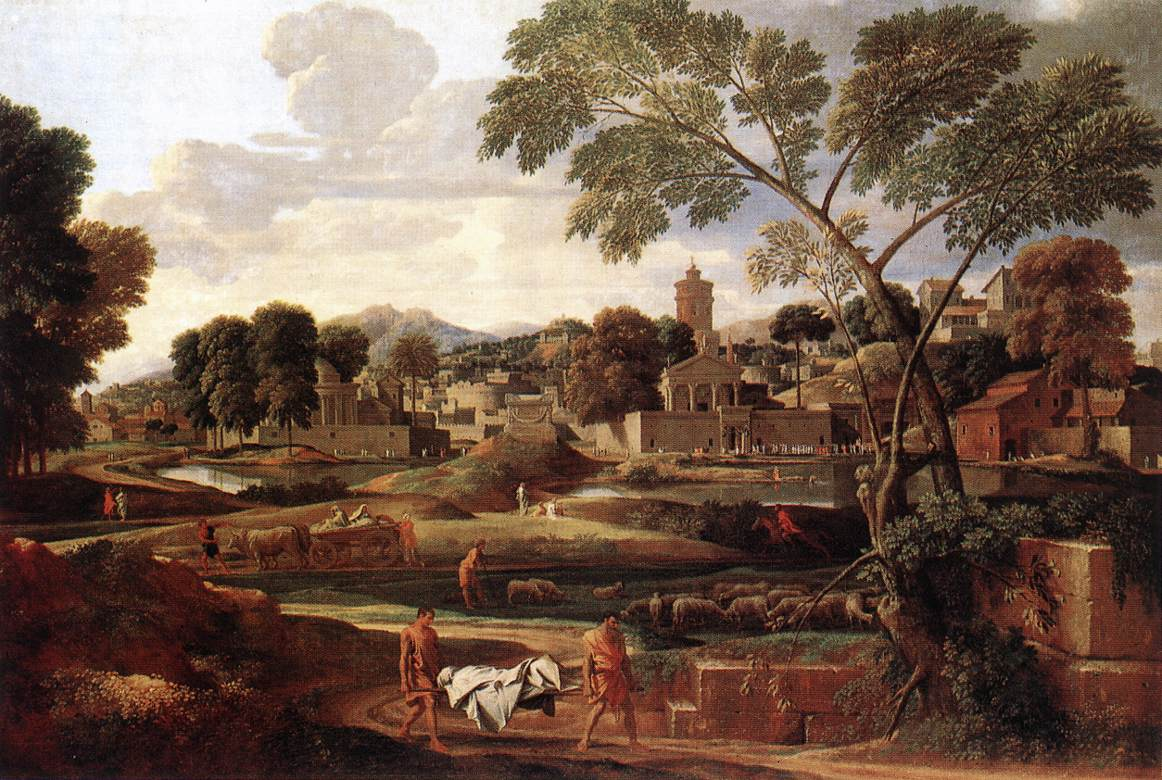
El funeral de Foción de Nicolas Poussin (1648).

Foción, en griego antiguo Φωκίων, Phocion o Phokion, (c. 402 - Atenas, 318 a. C.) fue un político y strategos (general) ateniense, y el protagonista de una de las Vidas paralelas recopiladas por Plutarco.
Foción fue un importante político de Atenas. Creía que la extrema frugalidad era condición necesaria de la virtud y vivía de acuerdo con esta creencia. En consecuencia, fue conocido popularmente como "el Bueno", y el pueblo llegó a considerarle como el miembro más honesto de la Ekklesía. Sin embargo, en esta cámara, la tendencia de Foción a la oposición extrema le relegó a una posición solitaria contra la totalidad de la clase política. En cualquier caso, tanto por su prestigio individual como por su experiencia militar adquirida al lado de Cabrias, Foción fue elegido estratego en numerosas ocasiones, ostentando el récord de haber ocupado el cargo en 45 ocasiones. Por ello se puede decir que Foción ocupó el cargo más importante de la antigua Atenas durante la mayor parte de sus 84 años de vida. 
A finales de la década de los años 320 a. C., cuando el Reino de Macedonia consiguió el control completo sobre Atenas (bajo Antípatro), un Foción comprometido defendió el centro urbano y a sus ciudadanos. Incluso se negó a cumplir con algunas de las exigencias del enemigo que consideraba no honorables. Sin embargo, su postura puso a Foción en contra tanto de Poliperconte, el siguiente gobernante de Macedonia, como de muchos atenienses libres, por lo que el primero acabó ordenando su ejecución.

## Biografía

### Primeros años
El padre de Foción era un trabajador artesano que operaba un torno para producir herramientas de hierro. Durante su juventud, Foción buscó el estudio de nociones liberales. Fue alumno de Platón y amigo de Jenócrates. A través de su educación filosófica Foción obtuvo un carácter moral virtuoso, y solía dar consejos prudentes. Su base académica dejaría una gran impronta en él, pero sería como soldado y no como filósofo como primero se daría a conocer.

### Su austero modo de vida
Los atenienses consideraban a Foción una persona honesta, y le respetaban por ello. Tenía una forma de ser reservada, y nunca se le veía riendo ni llorando. En realidad, parecía bastante severo, y a menudo provocaba cierto temor en aquellos que se reunían con él por primera vez.
Foción creía que la frugalidad probaba su propia virtud. Nunca era visto en los baños públicos, y tanto en las calles atenienses como en campaña se limitaba a portar una simple túnica a la vez que andaba descalzo. Solo hacía una excepción en casos de frío extremo, en los que portaba un manto, por lo que otros soldados decían que la vestimenta de Foción servía para indicar el tiempo.
Durante toda su vida vivió en una casa humilde, con decoración escasa y ubicada en el vecindario de Melite, al sur de la Acrópolis. Su mujer cocinaba pan todos los días, y Foción traía el agua, bombeándola con sus propias manos. Su primera mujer fue la hija de un fabricante de estatuas de arcilla, y se casó en segundas nupcias con una mujer famosa por su humildad. Su hijo fue Focos, un joven que se dedicó a la vida licenciosa y que contrajo adicciones al vino y a las fiestas, por lo que Foción le envió a Esparta, ciudad famosa por su estilo de vida frugal, durante un tiempo.
Estas costumbres tan morigeradas y su estricta honradez y probidad le hicieron envejecer en la pobreza, contemplado por los demás como un modelo de virtud individual y social; nunca hizo mal a nadie, ni nadie lo tenía de enemigo. 

### Primeros servicios militares
El joven Foción se enroló en los ejércitos de Cabrias durante muchas campañas, ganando gran experiencia. Cabrias le estimaba mucho debido a que Foción ayudaba a compensar su turbulenta personalidad. En reciprocidad, Foción recibió el encargo de las principales acciones de sus campañas, ganando mucha fama entre los atenienses.
En 376 a. C. su participación fue crucial para la victoria ateniense en la batalla de Naxos, en donde dirigió el ala izquierda de la flota. Al tratarse de la primera victoria ateniense clara desde la guerra del Peloponeso, los ateniense otorgaron grandes honores a sus líderes militares.
Tras la muerte de Cabrias, Foción se hizo cargo de su familia, y en particular de su hijo Ctesipo.

### Participación en la política de Atenas
Públicamente, Foción fue reconocido como el más austero y sabio político ateniense. Sin embargo, en el seno de la Ekklesía mantuvo una actitud de oposición tan fuerte contra la mayoría de sus pares que su posición política era impopular en la cámara. Por otro lado, nunca causó daño a nadie aunque le disgustara, hasta el punto de que ayudaba a los rivales políticos que estuvieran en cualquier dificultad. Foción estaba en contra del hecho de que las funciones públicas de Atenas se hubieran polarizado entre lo militar y lo civil. Mientras que los políticos se ocupaban esencialmente de temas civiles, los asuntos militares se dejaban en manos de los generales. Luchó por que Atenas recuperara su antigua tradición, en la que los políticos podían ocuparse de ambas cuestiones.
Contra la elocuencia de sus oponentes, Foción recurría a los conceptos más sabios y a los dichos concisos, que se hicieron famosos en la antigüedad. Huía del estilo demagógico y su tono era duro y exigente, con pocas florituras. Otra cualidad distintiva era que comprimía muchas ideas en pocas frases, intentando reducir lo más posible sus intervenciones.

### Carrera militar
Partidario de la paz, aunque militar, y aunque nunca hizo campaña para obtener el cargo, Foción fue elegido como estratego en un número récord de ocasiones, 45 veces. En ocasiones ni siquiera iba a las asambleas en el Ágora en dónde se tomaba la decisión, y el pueblo debía luego ir a buscarle para darle la noticia. Sin embargo, aceptó el cargo en todas las ocasiones.
Tras participar , con Cabrias, en la batalla de Naxos (376 a. C.) y en la Guerra Social, fue enviado al mar Egeo para recoger los tributos locales de la Liga de Delos. Como los representantes de Atenas eran muy poco populares entre las polis sometidas, a Foción se le ofreció acudir con 20 naves de guerra. Sin embargo, rechazó llevarlas comentando que "si era enviado para luchar contra los isleños necesitaría una fuerza más grande, mientras que si les visitaba como aliados bastaría con una sola nave." Partió con un solo trirreme, y negoció tan diplomáticamente los pagos que volvió acompañado de una gran flota aliada que sirvió para proteger el tesoro.
Entre 351 y 349 a. C. Foción ayudó al emperador persa Artajerjes III a acabar con una rebelión en Chipre. En 349 a. C. Filipo II de Macedonia invadió Eubea, instaurando muchos gobiernos con tiranos locales. Foción acudió con un pequeño ejército, esperando lograr el apoyo de los ciudadanos de Eubea por medios diplomáticos. Sin embargo, Filipo había organizado una fuerte red de sobornos para corromper a los políticos locales. Foción estableció su campamento en una colina a las afueras de la ciudad de Taminaioi, y ordenó a sus hombres que ignorasen a aquellos que descuidaban sus deberes por causa de los sobornos macedonios. Explicó: "Son inútiles para nosotros y además, se pondrán en medio del camino de aquellos que son leales."
En 348 a. C., con el apoyo de Macedonia, el general Calias de Calcis llevó a su ejército contra el campamento ateniense. Foción decidió realizar muchos sacrificios religiosos antes de la batalla, hasta que los dioses fueran favorables, pero esas actividades requerían mucho tiempo y las fuerzas de Eubea atacaron el campamento creyendo que Foción era un cobarde o intentando obligarle a responder. La caballería ateniense, indisciplinada y contraria a quedarse sin hacer nada, corrió para enfrentarse al enemigo pero sin formación y dividida en grupos, por lo que fueron derrotados con facilidad. En cualquier caso, el ejército enemigo derrotó a los mercenarios y comenzó a saquear el campamento ateniense.
Después de interpretar los sacrificios de forma favorable (o, según otra interpretación, de forma intencionada después de atraer al enemigo al interior), Foción llevó a sus principales líneas de batalla contra el enemigo, que se encontraba saliendo de la empalizada pensando que habían derrotado al ejército ateniense. Con este movimiento, Foción cortó su retirada y dividió las fuerzas enemigas. Con tan solo sus mejores hombres, y mientras el resto se dedicaba a reunir al resto de tropas que habían sido dispersadas, Foción se enfrentó a las principales divisiones del enemigo en una feroz batalla. Foción salió victorioso, pero terminó liberando a los enemigos capturados temiendo un castigo demasiado duro por parte de los atenienses. Con esta acción Foción logró capturar el fuerte de Zaretra, que se ubicaba en la parte más estrecha de la isla de Eubea, y volvió a Atenas.

#### Campaña contra Filipo II en Bizancio
Filipo II había avanzado con su ejército hasta el estrecho de Dardanelos, esperando asediar sucesivamente Quersoneso, Perinto y Bizancio. Los atenienses enviaron al general Cares para hacerle frente, pero las colonias griegas reaccionaron negativamente contra él, como era habitual. Finalmente, el ejército solo pudo patrullar la región, y los atenienses se enfadaron tanto que quisieron cancelar la expedición. Foción intercedió diciendo: "No deberíais estar enfadados con nuestros aliados. Deberíais culpar a nuestros generales, que son temidos incluso por los que más nos necesitan."
Entonces, en 339 a. C., Foción fue enviado a la región. Para su fortuna, León, un amigo personal de la academia y un bizantino famoso por su valentía, garantizó personalmente la buena fe de los atenienses. Por lo tanto, especialmente desde ese momento, la expedición fue recibida amigablemente y, aunque Foción había planeado acampar a las afueras de la ciudad, fue recibido en la ciudad, en donde los soldados atenienses se comportaron con disciplina y cortesía ejemplar. Los atenienes también se distinguieron por su valentía en la defensa de la ciudad. Entonces Foción atacó a los macedonios en la región, liberando a muchas ciudades que expulsaron a la guarnición macedonia. Finalmente, Macedonia fue obligada a retirarse de la región (aunque sería una retirada temporal). En cualquier caso, Foción resultó herido, por lo que se vio obligado a retornar a Atenas.
Poco tiempo después, la ciudad de Megara solicitó en secreto ayuda militar a Foción. Éste llegó con su ejército y recibió una calurosa bienvenida: Erigieron dos grandes murallas, desde Megara hasta el puerto de Nisea, que sirvieron para que Megara se aliara en el futuro con Atenas.

### Confrontación con Macedonia

#### Filipo II
Políticamente, Foción mantenía una posición moderada en las relaciones entre Atenas y Macedonia, considerando que se debía evitar una confrontación que podría ser catastrófica para Atenas. Aunque había tenido éxito en sus campañas militares, consideraba a Macedonia un poder en alza, y dudaba del éxito de una política exterior ateniense demasiado contraria a esa potencia. Sin embargo, los atenienses se decantaron por la postura contraria, defendida por importantes oradores como Demóstenes, Licurgo o Hipérides, considerando que Atenas tenía suficiente poder militar. Filipo, por otro lado, prefería no ir a la guerra contra Atenas, en la esperanza de conseguir su apoyo naval para una campaña contra Persia.
Foción fue enviado a las colonias del Egeo mientras que Atenas enviaba sus tropas para enfrentarse a Filipo. Sin embargo, los atenienses fueron completamente derrotados en la batalla de Queronea, en 338 a. C. Entonces la aristocracia ateniense apoyó la nominación de Foción como estratego, nominación que fue aprobada por el Areópago.
Foción retrasó todo lo que pudo la inevitable defensa de Atenas. Inicialmente apoyó la negociación directa con Filipo, de quien creía que se podía esperar indulgencia, y se opuso a que Atenas se uniese a un congreso de estados griegos y quedase obligada a aceptar los términos comunes que Macedonia exigiría para la paz. Démades, sin embargo, defendió la moción contraria, y los atenienses la aprobaron. Pronto lamentarían su decisión, cuando en el congreso Filipo obligó a Atenas a proveerle con naves y caballería. Cuando los atenienses mostraron sus remordimientos Foción contestó, "Me opuse a la moción, temiendo esto. Ahora está hecho, y debemos sacar el mayor provecho que podamos. No deberíamos deseperarnos, sin embargo. Nuestros ancestros sufrieron episodios similares de sometimiento, pero siguieron adelante, y gracias a ello tanto Atenas como Grecia en su conjunto sobrevivieron." Más tarde, tras la muerte de Filipo (336 a. C.), Foción prohibió cualquier tipo de sacrificio celebratorio diciendo: "El ejército que nos derrotó en Queronea ha perdido un solo hombre."

#### Alejandro
Cuando Alejandro Magno se convirtió en el nuevo rey de Macedonia se produjo un alzamiento por toda Grecia que Alejandro se apresuró en sofocar. Conquistó y destruyó la ciudad de Tebas y envó un mensaje a Atenas exigiendo la entrega de la mayoría de los políticos anti-macedonios, entre los que se encontraba Demóstenes. La asamblea pidió la intervención de Foción, que se mostró partidario de obedecer a las exigencias de Alejandro para evitar males mayores. Sin embargo, la decisión final fue rechazar las exigencias macedonias.
Cuando Alejandro se negó a recibir a los embajadores atenienses, Foción fue enviado. Como Foción había sido considerado por Filipo como una persona respetable, Alejandro le recibió y escuchó sus propuestas. Alejandro fue persuadido para que dejara pasar su exigencia sobre los políticos atenienses (aunque se trataba de enemigos políticos también de Foción). Cuando Alejandro le pidió consejo, Foción contestó: "Si Macedonia desea la paz, debería abandonar la guerra. Si Macedonia desea la gloria, debería volverse contra Persia, en lugar de oprimir a Grecia."
Finalmente, Foción consiguió obtener el favor del rey, incluso en contra de la opinión de muchos macedonios. Después de que Alejandro derrotase al emperador persa Darío III, Foción estaba entre los pocos individuos a los que Alejandro saludaba en su correspondencia con un informal "saludos". Durante este periodo, Foción mantuvo su política de paz. Apoyó la petición de Alejandro de más naves de guerra atenienses diciendo: "Podéis ser más fuertes o alinearos con aquellos que los son."

### Rebelión ateniense y Guerra Lamiaca contra Antípatro
En 323 a. C. llegaron las noticias de la muerte de Alejandro a Atenas. Los líderes macedonios comenzaron su lucha por el poder, y Antípatro se alzó como el candidato con más opciones para hacerse con la corona. Foción no era partidario de la emancipación, por lo que se opuso al antimacedonio Demóstenes una vez que éste hubo regresado del exilio. Sin embargo, los atenienses se rebelaron contra Macedonia y Leóstenes, el líder rebelde, compartió el cargo de estrategos con Foción. Esto era el comienzo de la Guerra Lamiaca aunque, como siempre, Foción se oponía a ella.
Leóstenes preguntó qué logros de carácter histórico había conseguido Foción. Foción respondió: "¿Crees que no significa nada que nuestros ciudadanos hayan sido enterrados en casa en sus propias tumbas?" Otro político de la asamblea le preguntó si los preparativos militares eran o no suficientes y contestó: "Serán suficientes para un sprint. Sin embargo, si es necesaria una carrera de fondo, temo por Atenas puesto que no tiene reservas de hombres, suministros o naves de guerra." Recibió la orden de dirigir las acciones militares contra Beocia, y ordenó que todos los atenienses menores de 60 años se enrolasen. Cuando los más mayores se quejaron respondió que él, aunque tenía 80 años de edad, dirigiría el ataque.
En el otro frente, Antípatro se retiró y fue rodeado por los griegos en la ciudad de Lamia. Los atenienses estaban eufóricos con las buenas noticias, si bien Foción seguía siendo escéptico. Leóstenes murió en una de las batallas del asedio y se eligió a un nuevo estratego, Antífilo, para compartir el mando con Foción. En 322 a. C. Foción dirigió una fuerza ateniense contra Mición, general enemigo que había desembarcado en Ramnunte con un ejército compuesto de macedonios y mercenarios. Foción venció, muriendo Mición en la batalla, mientras que al mismo tiempo los griegos derrotaban a los macedonios en Tesalia. Sin embargo, Crátero trajo un gran ejército desde Asia, y los griegos fueron finalmente derrotados en la batalla de Cranón en ese mismo año.
Cuando Antípatro se dirigió a Atenas los únicos líderes atenienses que no huyeron fueron él y Demades, otro político favorable a la paz. En Tebas ambos se reunieron con Antípatro, que se disponía a invadir Ática de forma inminente. Foción fue bien recibido, y cuando pidió a Antípatro que cesase su avance para escuchar propuestas de paz, Crátero protestó que no sería justo que el ejército permaneciese quieto en tierras aliadas, dañando sus economías, mientras que los territorios enemigos se encontraban a su disposición para el saqueo. Antípatro se limitó a pedir la rendición incondicional de Atenas y, en un segundo encuentro, planteó sus nuevas exigencias de paz:
- Muchos políticos atenienses tales como Demóstenes debían ser entregados a Macedonia.
- El sufragio ateniense debía ser restringido a los terratenientes.
- Se establecería una guarnición en Muniquia, población cercana a El Pireo.
- Atenas debería pagar los gastos bélicos, así como una multa.

Foción intentó discutir sin éxito la necesidad de la guarnición, si bien conocía personalmente al general que finalmente fue enviado.
Pronto Antípatro demostró ser uno de los peores tiranos macedonios de la historia. 12.000 atenienses fueron privados de sus derechos y mucha gente migró a Tracia. Foción les ayudó, asegurándoles la ciudadanía en el área del Peloponeso. Foción se convirtió en el gobernador virtual de Atenas, y luchó por mantener la paz: gracias a su influencia, solo individuos justos fueron nombrados magistrados y las personas de carácter rebelde no consiguieron acceder a cargos públicos. Sin embargo, Foción rechazó las peticiones de Antípatro, cuando suponían llevar a cabo cosas deshonestas. Adicionalmente, protegió al refugiado Hárpalo.
El resultado de todos estos acontecimientos fue la impopularidad de Foción al que se acusó de entregar Atenas a Antípatro. Los atenienses estaban particularmente enfadados por el destino de Demóstenes, que había sido desterrado y asesinado poco después. Foción había sido apoyado por él a comienzos de su carrera política, incluso en algunos temas de gran relevancia, por lo que parecía una traición personal.

### Crisis de Poliperconte
En 319 a. C., antes de su muerte, Antípatro tomó la decisión de elegir como sucesor al general Poliperconte en lugar de a su propio hijo, Casandro. Pronto Casandro comenzó a conspirar contra Poliperconte, y logró colocar a su general, Nicanor, como general a cargo de Ática. En Atenas, Foción se reunió con Nicanor para pedir que el trato con los atenienses fuese lo más suave posible, e incluso consiguió hospedar los juegos, en donde los macedonios hicieron un gran desembolso.
Los atenienses se encontraban divididos entre las dos facciones. Foción estaba en la facción aristocrática que apoyaba a Casandro, mientras que el partido popular apoyaba a Poliperconte. En cualquier caso, como estratego Foción comenzó apoyando abiertamente a Nicanor, cortando un insistente rumor sobre la posibilidad de que Nicanor invadiera Atenas. En el Pireo, Foción mantenía una conferencia con Nicanor cuando los soldados atenienses la interrumpieron para encarcelar al general macedonio. Sin embargo, Foción le ayudó a escapar. La Ekklesía ordenó a Foción atacar a Nicanor, a lo que en un principio Foción se negó. Luego, cuando Nicanor usó sus tropas para asediar el Pireo, Foción se decidió atacar, pero sus soldados ya se habían rebelado contra su mando como estrategos.
En 318 a. C., Poliperconte decidió realinear la política ateniense con sus propios intereses. El rey restauró todas las libertades, favoreciendo al partido popular. Su hijo Alejandro llegó a Atenas con un ejército macedonio, y Foción fue depuesto inmediatamente de su cargo de estrategos por una asamblea informal.

### Sentencia de muerte

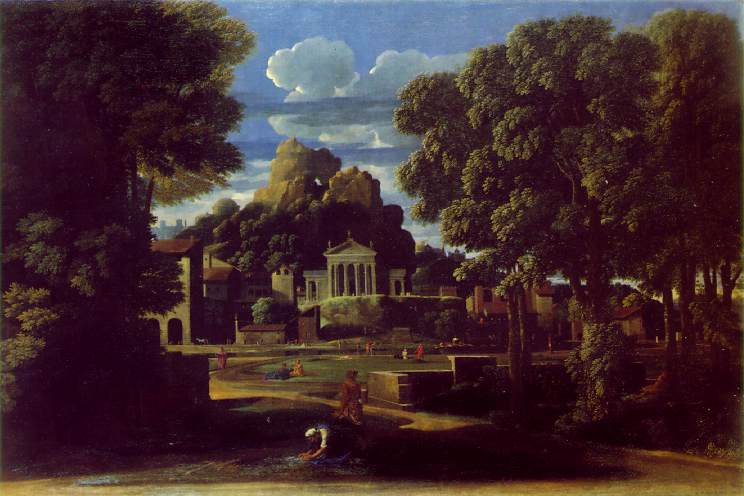
Las cenizas de Foción recogidas por su viuda por Nicolas Poussin (1648)

Fue acusado de traición por el demagogo ateniense Hagnónides, por haberse negado a atacar a Nicanor. Foción decidió reunirse personalmente con Poliperconte, rodeándose de políticos del agrado del gobernante macedonio. Sin embargo, el viaje se retrasó por la enfermedad de uno de los miembros de la embajada y durante ese intervalo Hagnónides envió una segunda embajada, acusando formalmente a Foción de traición frente al regente. Ambas delegaciones llegaron al mismo tiempo frente al trono macedonio.
Según Plutarco, el regente permitió a ambas embajadas hablar al mismo tiempo pero, como era imposible oírles, Hagnónides propuso que todos fueran enviados a Atenas para que se decidiese ahí el problema. Cuando Foción comenzó a hablar, Poliperconte le interrumpió tantas veces que consiguió enfadar a Foción, que decidió no seguir hablando. Entonces el macedonio ordenó la detención de Foción y de sus compañeros, aunque la mayor parte de la embajada logró escapar. Poliperconte anunció que los prisioneros serían juzgados por los ahora hombres libres de Atenas. Foción llegó a casa y desde ahí fue llevado directamente a juicio. los arcontes de Atenas presidían el juicio, que pudo ser presenciado por todos los atenienses, incluyendo esclavos o extranjeros.
Se leyó en alto la carta de Poliperconte mientras que la multitud clamaba contra los oligarcas como enemigos de la libertad. Finalmente Hagnónides leyó la sentencia, en la que Foción y otros diez acusados fueron sentenciados a muerte tomando la cicuta.
Cuenta Plutarco que aun así:

Sus enemigos creyeron que su triunfo sería incompleto si no conseguían que hasta el cadáver de Foción fuera desterrado y que no hubiera ateniense que encendiera fuego para darle sepultura; así es que no hubo entre sus amigos quien se atreviese ni siquiera a tocarlo. Un tal Conopión, que por precio solía ocuparse en estas cosas, tomó el cuerpo y, llevándolo más allá de Eleusis, le quemó, encendiendo el fuego en tierra de Megara. Sobrevino allí una mujer megarense con sus criadas y, levantando un túmulo vacío, hizo las solemnes libaciones. Tomó después en su regazo los huesos y, llevándolos por la noche a su casa, abrió un hoyo junto al hogar, diciendo: "En ti, mi amado hogar, deposito estos despojos de un hombre justo, y tú lo restituirás al sepulcro paterno cuando los atenienses hayan vuelto en su acuerdo.

## Posteridad
El romano Cornelio Nepote le dedicó una de sus biografías y Plutarco le consagró una de sus Vidas paralelas, la que forma pareja con la del romano Catón el Menor. Poussin pintó un cuadro titulado El funeral de Foción (1648); para el ilustrado y socialista utópico Gabriel Bonnot de Mably fue el modelo del político perfecto en sus Entretiens de Phocion (1763) y José Lezama Lima dio el nombre de Foción a uno de los principales personajes de Paradiso.